# 南州 (黔中道)
南州，中国古代的州。
唐高祖武德二年（619年），以今重庆市江津区地置南州，治所在南川县，领二县：南川县、三溪县。武德三年（620年），更名僰州。武德四年（621年），复名南州。北宋皇祐五年（1053年），废南州为南川县，隶属渝州。熙宁八年（1075年），置南平军，将渝州南川县（治今綦江县古南街道北岸）、涪州隆化县划入其下，属于夔州路。
南州刺史
- 杜举（640年—641年）
- 袁士政（贞观年间）
- 束良（长安年间）
- 染师将（神龙年间）
- 元直（唐中宗时）
- 马士会（开元年间）
- 唐虞景（730年）
- 王仙鹤（大历年间）
- 王建（897年间，未任）